# داميان ميلر
داميان ميلر (بالإنجليزية: Damian Miller)‏ هو لاعب كرة قاعدة أمريكي، ولد في 13 أكتوبر 1969 في لاكروس في الولايات المتحدة.

## وصلات خارجية
- داميان ميلر على موقع دوري كرة القاعدة الرئيسي (الإنجليزية)
- داميان ميلر على موقعبيزبول رفرنس.كوم (الدوري الرئيسي) (الإنجليزية)
- داميان ميلر على موقع إي إس بي إن.كوم (أم.أل.بي) (الإنجليزية)
- داميان ميلر على موقع مشجعي الرسوم البيانية (الإنجليزية)